# Lista de condados de Wyoming
Esta é a lista dos 23 condados do estado do Wyoming, no Estados Unidos.
| - Albany - Big Horn - Campbell - Carbon - Converse - Crook - Fremont - Goshen - Hot Springs - Johnson | - Laramie - Lincoln - Natrona - Niobrara - Park - Platte - Sheridan - Sublette - Sweetwater - Teton | - Uinta - Washakie - Weston |